# 矽藻土炸藥

矽藻土炸藥（Dynamite）圖示。
A.木屑（或任何其他類似的吸水材料）浸泡在硝化甘油。
B.爆炸性物質外包覆的保護層。
C.雷管。
D.電線連接到雷管。

矽藻土炸藥是瑞典著名化學家諾貝爾於1866年發明出的第一個比黑火藥更安全可控且爆發力更強的炸藥。主要成份是硝化甘油與木屑（或是任何可以吸附液體的物質）、硝石和碳酸鈣混製而成。諾貝爾最初使用矽藻土（Diatomaceous earth，又名diatomite）作為吸附硝化甘油的物質，在1867年諾貝爾得到矽藻土炸藥的專利權。

## 成份
- 矽藻土炸藥可分為40%與60%硝化甘油兩種：
  - 40%版：40%硝化甘油、15%木屑、44%硝石（硝酸鉀）、1%碳酸鈣
  - 60%版：60%硝化甘油、16%木屑、23%硝石（硝酸鉀）、1%碳酸鈣

## 历史和生产
1867年10月19日，诺贝尔的發明在瑞典通過了國家專利申請。他原本販售名為“諾貝爾炸藥粉”的炸藥。在其推出后，炸藥迅速在火藥和硝酸甘油中作為一個安全的選擇而獲得大規模使用。諾貝爾嚴格控制專利，沒有牌照的複製公司很快就被關閉。然而，一些美國商人使用一個稍微不同的方式得到了各地的專利。
1940年代开始的几十年来，南非是全球最大炸药生产国。戴比尔斯公司（De Beers）于1902年在西萨默塞特建立了一家工厂。炸药厂后来由AECI（African Explosives and Chemical Industries，非洲炸药和化学工业）经营。对产品的需求主要来自于集中在威特沃特斯兰德的国家的巨大金矿。西萨默塞特的已经工厂在1903年和1907年，每年生产34万件（每个22公斤（50磅））。莫德方丹的对手的工厂每年生产20万件。
炸药的制造非常危险。在1960年代，在南非萨默塞特郡西厂有两次大爆炸，亦有工人殉職，但模块化设计的工厂和地面工作，以及种植树木使爆炸向上的设计使伤亡非常有限。莫德方丹的工厂也有其他几起爆炸。1985年以后，来自工会的压力迫使AECI放弃生产炸药。接着工厂生产更安全和更容易操作的硝铵乳化炸药。

## 与TNT的差别
矽藻土炸藥與TNT是兩種完全不同的炸藥，嚴格意義上並不能將矽藻土炸藥称為“黃色炸藥”，而且，虽然三硝基甲苯（TNT）和矽藻土炸藥两者都是烈性炸药，但它们之间的相似性并不大。矽藻土炸药是吸湿的混合物，然后压缩成圆筒状，并用纸包浸泡在硝酸甘油中。而TNT是一种名为2,4,6 - 三硝基甲苯的化学化合物。
军用矽藻土炸药是矽藻土炸药的替代品，它的配方中也不含硝酸甘油，并也含有75％的RDX，15％的TNT，5％的SAE10发动机油和5％的玉米淀粉，但比诺贝尔的炸药能更安全地长时间存储和处理。一根炸药（0.19公斤，75％的硝酸甘油，炸药的混合物中没有其他爆炸物）含有大约1百萬焦耳( 1 MJ)的能量。炸药的能量密度（焦耳/千克或焦耳/公斤）大约是5百萬焦耳/公斤，而TNT炸药则是4百萬焦耳/公斤（TNT相对有效指数=1.00;诺贝尔炸药相对有效指数=1.25）。

## 外部連結
- Alfred Nobel （页面存档备份，存于）
- Oregon State Police - Arson and Explosives Section (Handling instructions and photos)
- Big bang
- Detonator cables （页面存档备份，存于）